# Guy Namurois
Guy Namurois (Luik, 5 februari 1961 - 19 februari 2012) was een Belgisch atleet en sportersbegeleider. Hij werkte sinds 2002 voor de Belgische voetbalclub Standard Luik als physical coach. Tevens was hij sportcoördinator van de Waalse versie van BLOSO, Adeps.

## Loopbaan
Namurois was daarvoor atleet. Hij beoefende de tienkamp en behaalde in 1985 de tweede plaats op de Belgische kampioenschappen meerkamp na Roland Marloye. Namurois was een veelzijdig sportman: hij speelde volleybal (1982-1987) en basketbal (1989-1991) op het hoogste provinciale niveau. Hij was daarna physical coach voor de tennissters Dominique Monami en Justine Henin.
Namurois overleed in 2012 aan een hartstilstand.

## Statistieken

### Persoonlijk record
| Onderdeel | Prestatie | Datum | Plaats |
| --------- | --------- | ----- | ------ |
| tienkamp  | 7181      | 1987  | Luik   |

### Palmares
- 1985:  BK AC tienkamp – 6823 p
- 1987:  BK AC tienkamp – 7181 p